# アンフィオニデス
アンフィオニデス Amphionides reynaudii は、プランクトン性甲殻類の1種である。全世界の熱帯域の海洋に生息し、幼生は表層でよく見られるが、成体になると深海に移動する。アンフィオニデス目、アンフィオニデス科は単型である。

## 形態
全長25mm程度になる。ミシス幼生期が13期あり、この間は表層で生活する。
眼は大きく、眼柄を持ち前方に突出する。第1胸脚は口を覆っており、その基節は平たい。これは、餌粒子を口に運ぶための適応だと考えられる。
雄は雌より第一触角が太く、長くなる。また、雄は成長に連れて第8胸脚が出現するが、雌では出現しない。これに伴い、雄の生殖孔は第8胸脚に開くが、雌では第6胸脚に開く。雌では第一腹肢が大型化して背甲の開口部を塞ぎ、受精卵を育てるための憩室とする。第5胸脚も伸長し、これで卵の掃除を行う。雄成体はほとんど発見されない。これは、雄は背甲が流線型で遊泳力が強いことと、成熟後の寿命が非常に短いことによると考えられる。

## 分布
汎存種であり、全世界の熱帯海域に分布する。プランクトンで、幼生は深度100m以浅、成体は700-1700mに生息する。

## 分類
記載は幼生個体によるもので、当初はエビの1種だと考えられていた。1904年にCarl Wilhelm Erich Zimmerが成体を別種として記載したが、これが同一種だと分かったのは1969年のことだった。1973年、Donald I. Williamsonによって本種は独自の目に移された。種小名 reynaudii はアンリ・ミルン＝エドゥアールによって付けられたもので、おそらく彼の友人であるFrançois Dominique de Reynaudへの献名である。ミルン＝エドゥアールが付けた属名は Amphion であったが、これはスズメガ科の一属のジュニアホモニムである。